# Campeonato Europeu de Patinação Artística no Gelo de 2009
O Campeonato Europeu de Patinação Artística no Gelo de 2009 foi a centésima primeira edição do Campeonato Europeu de Patinação Artística no Gelo, um evento anual de patinação artística no gelo organizado pela União Internacional de Patinação (em inglês:  International Skating Union) onde os patinadores artísticos competem pelo título de campeão europeu. A competição foi disputada entre os dias 20 de janeiro e 25 de janeiro, na cidade de Helsinque, Finlândia.

## Eventos
- Individual masculino
- Individual feminino
- Duplas
- Dança no gelo

## Medalhistas
| Evento                        | Ouro                                         | Prata                                       | Bronze                                    |
| Individual masculino detalhes | Brian Joubert · França                       | Samuel Contesti · Itália                    | Kevin Van Der Perren · Bélgica            |
| Individual feminino detalhes  | Laura Lepistö · Finlândia                    | Carolina Kostner · Itália                   | Susanna Pöykiö · Finlândia                |
| Duplas detalhes               | Aliona Savchenko · Robin Szolkowy · Alemanha | Yuko Kawaguchi · Alexander Smirnov · Rússia | Maria Mukhortova · Maxim Trankov · Rússia |
| Dança no gelo detalhes        | Jana Khokhlova · Sergei Novitski · Rússia    | Federica Faiella · Massimo Scali · Itália   | Sinead Kerr · John Kerr · Reino Unido     |

## Resultados

### Individual masculino

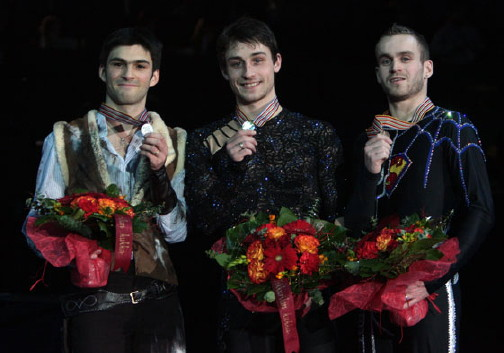
Pódio masculino. Da esquerda para direita: Samuel Contesti (2º), Brian Joubert (1º), Kevin van der Perren (3º).

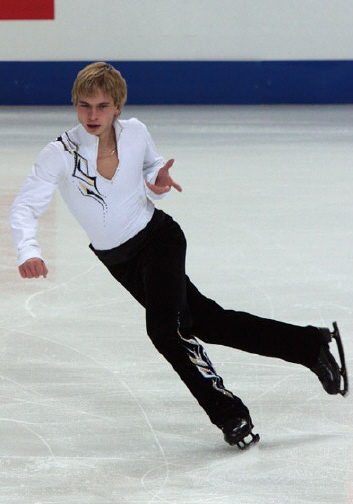
Andrei Lutai (7º).

| Pos.                                                  | Nome                  | Nacionalidade        | Pontos | PC         | PL          |
| ----------------------------------------------------- | --------------------- | -------------------- | ------ | ---------- | ----------- |
| Medalha de ouro                                       | Brian Joubert         | França               | 232.01 | 86.90 (1)  | 145.11 (2)  |
| Medalha de prata                                      | Samuel Contesti       | Itália               | 220.92 | 75.95 (3)  | 144.97 (3)  |
| Medalha de bronze                                     | Kevin van der Perren  | Bélgica              | 219.36 | 75.80 (4)  | 143.56 (4)  |
| 4                                                     | Yannick Ponsero       | França               | 219.30 | 67.45 (9)  | 151.85 (1)  |
| 5                                                     | Alban Préaubert       | França               | 212.22 | 73.50 (5)  | 138.72 (5)  |
| 6                                                     | Tomáš Verner          | República Tcheca     | 207.98 | 81.45 (2)  | 126.53 (7)  |
| 7                                                     | Andrei Lutai          | Rússia               | 200.57 | 67.75 (8)  | 132.82 (6)  |
| 8                                                     | Kristoffer Berntsson  | Suécia               | 186.15 | 68.19 (7)  | 117.96 (10) |
| 9                                                     | Sergei Voronov        | Rússia               | 184.96 | 71.29 (6)  | 113.67 (13) |
| 10                                                    | Michal Březina        | República Tcheca     | 183.19 | 59.35 (17) | 123.84 (8)  |
| 11                                                    | Javier Fernández      | Espanha              | 182.91 | 65.75 (12) | 117.16 (11) |
| 12                                                    | Jamal Othman          | Suíça                | 178.79 | 57.50 (20) | 121.29 (9)  |
| 13                                                    | Artem Borodulin       | Rússia               | 175.99 | 61.77 (15) | 114.22 (12) |
| 14                                                    | Ari-Pekka Nurmenkari  | Finlândia            | 170.88 | 66.64 (10) | 104.24 (19) |
| 15                                                    | Peter Liebers         | Alemanha             | 170.85 | 62.19 (14) | 108.66 (16) |
| 16                                                    | Igor Macypura         | Eslováquia           | 169.76 | 59.20 (19) | 110.56 (14) |
| 17                                                    | Przemysław Domański   | Polônia              | 165.24 | 60.03 (16) | 105.21 (18) |
| 18                                                    | Adrian Schultheiss    | Suécia               | 164.27 | 66.45 (11) | 97.82 (21)  |
| 19                                                    | Anton Kovalevski      | Ucrânia              | 164.03 | 63.35 (13) | 100.68 (20) |
| 20                                                    | Clemens Brummer       | Alemanha             | 159.58 | 53.47 (22) | 106.11 (17) |
| 21                                                    | Gregor Urbas          | Eslovênia            | 157.98 | 49.23 (24) | 108.75 (15) |
| 22                                                    | Alexander Majorov     | Suécia               | 152.03 | 59.24 (18) | 92.79 (23)  |
| 23                                                    | Boris Martinec        | Croácia              | 150.80 | 54.80 (21) | 96.00 (22)  |
| 24                                                    | Elliot Hilton         | Reino Unido          | 139.69 | 51.15 (23) | 88.54 (24)  |
| Não avançaram para a patinação livre / programa longo |                       |                      |        |            |             |
| 25                                                    | Ruben Blommaert       | Bélgica              | —      | 49.14 (25) |             |
| 26                                                    | Maxim Shipov          | Israel               | —      | 48.39 (26) |             |
| 27                                                    | Kutay Eryoldas        | Turquia              | —      | 48.19 (27) |             |
| 28                                                    | Damjan Ostojič        | Bósnia e Herzegovina | —      | 47.09 (28) |             |
| 29                                                    | Viktor Pfeifer        | Áustria              | —      | 45.65 (29) |             |
| 30                                                    | Georgi Kenchadze      | Bulgária             | —      | 43.66 (30) |             |
| 31                                                    | Alexandr Kazakov      | Bielorrússia         | —      | 42.70 (31) |             |
| 32                                                    | Dmitri Kagirov        | Bielorrússia         | —      | 41.94 (32) |             |
| 33                                                    | Tomi Pulkkinen        | Suíça                | —      | 41.84 (33) |             |
| 34                                                    | Zoltán Kelemen        | Romênia              | —      | 41.74 (34) |             |
| 35                                                    | Tigran Vardanjan      | Hungria              | —      | 39.46 (35) |             |
| 36                                                    | Boyito Mulder         | Países Baixos        | —      | 39.39 (36) |             |
| 37                                                    | Saulius Ambrulevičius | Lituânia             | —      | 36.96 (37) |             |
| 38                                                    | Beka Shankulashvili   | Geórgia              | —      | 36.31 (38) |             |
| 39                                                    | Gegham Vardanyan      | Armênia              | —      | 33.37 (39) |             |

### Individual feminino

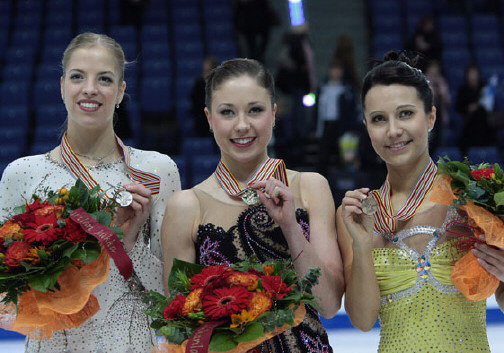
Pódio feminino. Da esquerda para direita: Carolina Kostner (2ª), Laura Lepistö (1ª), Susanna Pöykiö(3ª).

| Pos.                                                  | Nome                 | Nacionalidade    | Pontos | PC         | PL         |
| ----------------------------------------------------- | -------------------- | ---------------- | ------ | ---------- | ---------- |
| Medalha de ouro                                       | Laura Lepistö        | Finlândia        | 167.32 | 56.62 (1)  | 110.70 (2) |
| Medalha de prata                                      | Carolina Kostner     | Itália           | 165.42 | 51.36 (3)  | 114.06 (1) |
| Medalha de bronze                                     | Susanna Pöykiö       | Finlândia        | 156.31 | 56.06 (2)  | 100.25 (3) |
| 4                                                     | Alena Leonova        | Rússia           | 143.99 | 45.08 (11) | 98.91 (4)  |
| 5                                                     | Kiira Korpi          | Finlândia        | 139.01 | 47.60 (7)  | 91.41 (6)  |
| 6                                                     | Katarina Gerboldt    | Rússia           | 137.05 | 48.62 (5)  | 88.43 (8)  |
| 7                                                     | Annette Dytrt        | Alemanha         | 136.98 | 44.06 (12) | 92.92 (5)  |
| 8                                                     | Júlia Sebestyén      | Hungria          | 134.47 | 43.32 (14) | 91.15 (7)  |
| 9                                                     | Jenna McCorkell      | Reino Unido      | 131.42 | 50.00 (4)  | 81.42 (12) |
| 10                                                    | Tuğba Karademir      | Turquia          | 130.85 | 46.26 (9)  | 84.59 (10) |
| 11                                                    | Ivana Reitmayerová   | Eslováquia       | 130.20 | 48.00 (6)  | 82.20 (11) |
| 12                                                    | Jelena Glebova       | Estônia          | 128.36 | 43.68 (13) | 84.68 (9)  |
| 13                                                    | Candice Didier       | França           | 124.07 | 42.84 (16) | 81.23 (13) |
| 14                                                    | Nella Simaová        | República Tcheca | 120.61 | 45.24 (10) | 75.37 (17) |
| 15                                                    | Francesca Rio        | Itália           | 119.61 | 42.24 (17) | 77.37 (15) |
| 16                                                    | Stefania Berton      | Itália           | 118.97 | 41.94 (18) | 77.03 (16) |
| 17                                                    | Viktoria Helgesson   | Suécia           | 118.39 | 37.24 (24) | 81.15 (14) |
| 18                                                    | Teodora Poštič       | Eslovênia        | 114.95 | 43.28 (15) | 71.67 (18) |
| 19                                                    | Irina Movchan        | Ucrânia          | 111.52 | 46.48 (8)  | 65.04 (20) |
| 20                                                    | Kerstin Frank        | Áustria          | 104.92 | 39.00 (22) | 65.92 (19) |
| 21                                                    | Karly Robertson      | Reino Unido      | 104.44 | 40.36 (21) | 64.08 (21) |
| 22                                                    | Manouk Gijsman       | Países Baixos    | 103.28 | 40.72 (19) | 62.56 (22) |
| 23                                                    | Sonia Lafuente       | Espanha          | 101.70 | 40.44 (20) | 61.26 (23) |
| 24                                                    | Isabelle Pieman      | Bélgica          | 96.64  | 38.48 (23) | 58.16 (24) |
| Não avançaram para a patinação livre / programa longo |                      |                  |        |            |            |
| 25                                                    | Elene Gedevanishvili | Geórgia          | —      | 37.20 (25) |            |
| 26                                                    | Nicole Graf          | Suíça            | —      | 36.04 (26) |            |
| 27                                                    | Roxana Luca          | Romênia          | —      | 35.40 (27) |            |
| 28                                                    | Noemie Silberer      | Suíça            | —      | 35.18 (28) |            |
| 29                                                    | Erle Harstad         | Noruega          | —      | 34.66 (29) |            |
| 30                                                    | Emma Hagieva         | Azerbaijão       | —      | 33.96 (30) |            |
| 31                                                    | Katherine Hadford    | Hungria          | —      | 33.76 (31) |            |
| 32                                                    | Zanna Pugaca         | Letônia          | —      | 30.90 (32) |            |
| 33                                                    | Sonia Radeva         | Bulgária         | —      | 30.64 (33) |            |
| 34                                                    | Mirna Libric         | Croácia          | —      | 27.96 (34) |            |
| 35                                                    | Karina Johnson       | Dinamarca        | —      | 27.54 (35) |            |
| 36                                                    | Beatričė Rožinskaitė | Lituânia         | —      | 27.22 (36) |            |
| 37                                                    | Julia Sheremet       | Bielorrússia     | —      | 26.56 (37) |            |
| 38                                                    | Clara Peters         | Irlanda          | —      | 25.82 (38) |            |
| 39                                                    | Maria Papasotiriou   | Grécia           | —      | 25.28 (39) |            |
| 40                                                    | Ani Vardanyan        | Armênia          | —      | 18.62 (40) |            |
| WD                                                    | Jenna Syken          | Israel           | —      | — (WD)     |            |

### Duplas

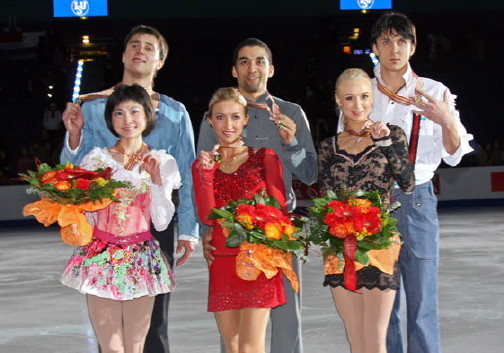
Pódio de duplas. Da esquerda para direita: Yuko Kawaguchi / Alexander Smirnov (2º), Aliona Savchenko / Robin Szolkowy (1º), Maria Mukhortova / Maxim Trankov (3º).

| Pos.                                                  | Nome                                      | Nacionalidade | Pontos | PC         | PL         |
| ----------------------------------------------------- | ----------------------------------------- | ------------- | ------ | ---------- | ---------- |
| Medalha de ouro                                       | Aliona Savchenko / Robin Szolkowy         | Alemanha      | 199.07 | 66.64 (2)  | 132.43 (1) |
| Medalha de prata                                      | Yuko Kawaguchi / Alexander Smirnov        | Rússia        | 182.77 | 65.38 (3)  | 117.39 (2) |
| Medalha de bronze                                     | Maria Mukhortova / Maxim Trankov          | Rússia        | 182.07 | 69.62 (1)  | 112.45 (4) |
| 4                                                     | Tatiana Volosozhar / Stanislav Morozov    | Ucrânia       | 171.34 | 56.20 (4)  | 115.14 (3) |
| 5                                                     | Lubov Iliushechkina / Nodari Maisuradze   | Rússia        | 147.84 | 52.42 (5)  | 95.42 (5)  |
| 6                                                     | Nicole Della Monica / Yannick Kocon       | Itália        | 135.33 | 45.50 (8)  | 89.83 (6)  |
| 7                                                     | Erica Risseeuw / Robert Paxton            | Reino Unido   | 129.78 | 44.28 (10) | 85.50 (7)  |
| 8                                                     | Maylin Hausch / Daniel Wende              | Alemanha      | 129.67 | 45.20 (9)  | 84.47 (8)  |
| 9                                                     | Adeline Canac / Maximin Coia              | França        | 129.06 | 45.90 (7)  | 83.16 (10) |
| 10                                                    | Vanessa James / Yannick Bonheur           | França        | 127.71 | 43.88 (12) | 83.83 (9)  |
| 11                                                    | Stacey Kemp / David King                  | Reino Unido   | 127.47 | 47.98 (6)  | 79.49 (11) |
| 12                                                    | Anaïs Morand / Antoine Dorsaz             | Suíça         | 120.62 | 43.98 (11) | 76.64 (13) |
| 13                                                    | Marika Zanforlin / Federico Degli Esposti | Itália        | 118.52 | 41.42 (15) | 77.10 (12) |
| 14                                                    | Maria Sergejeva / Ilja Glebov             | Estônia       | 117.00 | 42.38 (13) | 74.62 (14) |
| 15                                                    | Joanna Sulej / Mateusz Chruściński        | Polônia       | 114.96 | 41.94 (14) | 73.02 (15) |
| 16                                                    | Krystyna Klimczak / Janusz Karweta        | Polônia       | 112.20 | 39.50 (16) | 72.70 (16) |
| 17                                                    | Jessica Crenshaw / Chad Tsagris           | Grécia        | 108.09 | 36.78 (18) | 71.31 (17) |
| 18                                                    | Ekaterina Kostenko / Roman Talan          | Ucrânia       | 103.97 | 38.14 (17) | 65.83 (18) |
| 19                                                    | Gabriela Čermanová / Martin Hanulák       | Eslováquia    | 97.21  | 36.76 (19) | 60.45 (19) |
| 20                                                    | Ekaterina Sokolova / Fedor Sokolov        | Israel        | —      | 36.60 (20) | — (WD)     |
| Não avançaram para a patinação livre / programa longo |                                           |               |        |            |            |
| 21                                                    | Nina Ivanova / Filip Zalevski             | Bulgária      | —      | 32.44 (21) |            |

### Dança no gelo

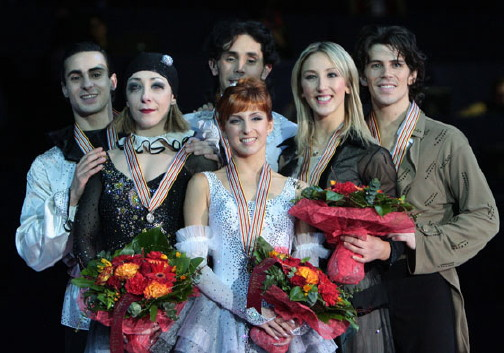
Pódio de dança no gelo. Da esquerda para direita: Federica Faiella / Massimo Scali (2º), Jana Khokhlova / Sergei Novitski (1º), Sinead Kerr / John Kerr (3º).

| Medalha de ouro                  | Jana Khokhlova / Sergei Novitski       | Rússia           | 196.91 | 37.43 (1)  | 62.17 (1)  | 97.31 (1)  |
| Medalha de prata                 | Federica Faiella / Massimo Scali       | Itália           | 186.17 | 36.03 (2)  | 59.03 (2)  | 91.11 (4)  |
| Medalha de bronze                | Sinead Kerr / John Kerr                | Reino Unido      | 185.20 | 34.89 (3)  | 57.71 (3)  | 92.60 (3)  |
| 4                                | Nathalie Péchalat / Fabian Bourzat     | França           | 184.84 | 34.38 (4)  | 57.56 (4)  | 92.90 (2)  |
| 5                                | Anna Cappellini / Luca Lanotte         | Itália           | 172.67 | 32.58 (7)  | 54.38 (6)  | 85.71 (5)  |
| 6                                | Pernelle Carron / Matthieu Jost        | França           | 168.03 | 33.21 (6)  | 56.18 (5)  | 78.64 (7)  |
| 7                                | Anna Zadorozhniuk / Sergei Verbillo    | Ucrânia          | 160.62 | 30.45 (9)  | 50.07 (9)  | 80.10 (6)  |
| 8                                | Ekaterina Rubleva / Ivan Shefer        | Rússia           | 156.43 | 29.04 (12) | 49.97 (10) | 77.42 (9)  |
| 9                                | Kristin Fraser / Igor Lukanin          | Azerbaijão       | 156.00 | 29.94 (11) | 49.65 (11) | 76.41 (10) |
| 10                               | Katherine Copely / Deividas Stagniūnas | Lituânia         | 155.57 | 27.24 (15) | 50.17 (8)  | 78.16 (8)  |
| 11                               | Alexandra Zaretski / Roman Zaretski    | Israel           | 155.56 | 30.16 (10) | 51.65 (7)  | 73.75 (11) |
| 12                               | Carolina Hermann / Daniel Hermann      | Alemanha         | 146.00 | 28.40 (14) | 45.75 (15) | 71.85 (12) |
| 13                               | Alla Beknazarova / Vladimir Zuev       | Ucrânia          | 145.01 | 28.77 (13) | 46.08 (13) | 70.16 (13) |
| 14                               | Caitlin Mallory / Kristian Rand        | Estônia          | 139.03 | 24.22 (19) | 45.70 (16) | 69.11 (14) |
| 15                               | Barbora Silná / Dmitri Matsjuk         | Áustria          | 138.46 | 26.10 (17) | 46.02 (14) | 66.34 (19) |
| 16                               | Isabella Pajardi / Stefano Caruso      | Itália           | 138.10 | 24.52 (18) | 45.48 (17) | 68.10 (15) |
| 17                               | Kamila Hájková / David Vincour         | República Tcheca | 137.87 | 26.66 (16) | 44.00 (19) | 67.21 (16) |
| 18                               | Christina Chitwood / Mark Hanretty     | Reino Unido      | 134.98 | 23.75 (20) | 44.56 (18) | 66.67 (17) |
| 19                               | Terra Findlay / Benoît Richaud         | França           | 131.23 | 23.56 (21) | 43.37 (20) | 64.30 (20) |
| 20                               | Joanna Budner / Jan Mościcki           | Polônia          | 128.73 | 22.99 (22) | 39.18 (22) | 66.56 (18) |
| 21                               | Leonie Krail / Oscar Peter             | Suíça            | 122.19 | 22.88 (23) | 37.90 (23) | 61.41 (21) |
| 22                               | Oksana Klimova / Sasha Palomäki        | Finlândia        | 120.61 | 21.43 (24) | 39.29 (21) | 59.89 (22) |
| 23                               | Ksenia Shmirina / Egor Maistrov        | Bielorrússia     | 110.85 | 20.91 (25) | 34.38 (24) | 55.56 (23) |
| 24                               | Nóra Hoffmann / Maxim Zavozin          | Hungria          | 77.96  | 31.13 (8)  | 46.83 (12) | — (WD)     |
| Não avançaram para a dança livre |                                        |                  |        |            |            |            |
| 25                               | Ina Demireva / Juri Kurakin            | Bulgária         | —      | 17.15 (26) | 31.31 (25) |            |
| 26                               | Christa Goulakos / Bradley Yaeger      | Grécia           | —      | 15.83 (27) | 29.45 (26) |            |
| 27                               | Nadine Ahmed / Bruce Porter            | Azerbaijão       | —      | 15.10 (28) | 26.98 (27) |            |
| 28                               | Oksana Domnina / Maxim Shabalin        | Rússia           | —      | 33.53 (5)  | — (WD)     |            |

## Quadro de medalhas
| Ordem | País        | Medalha de ouro | Medalha de prata | Medalha de bronze |    | Ordem por total |
| ----- | ----------- | --------------- | ---------------- | ----------------- | -- | --------------- |
| 1     | Rússia      | 1               | 1                | 1                 | 3  | 1               |
| 2     | Finlândia   | 1               |                  | 1                 | 2  | 3               |
| 3     | Alemanha    | 1               |                  |                   | 1  | 4               |
| 3     | França      | 1               |                  |                   | 1  | 4               |
| 5     | Itália      |                 | 3                |                   | 3  | 1               |
| 6     | Bélgica     |                 |                  | 1                 | 1  | 4               |
| 6     | Reino Unido |                 |                  | 1                 | 1  | 4               |
| TOTAL | TOTAL       | 4               | 4                | 4                 | 12 | —               |